# Kingfisher Red
Kingfisher Red, ранее носившая названия Simplifly Deccan и Air Deccan, — авиакомпания, базирующаяся в Бангалоре (Индия); подразделение Kingfisher Airlines. Первый бюджетный перевозчик Индии. Основным хабом служит Международный аэропорт Бангалора.

## История
Ранее известная под названием Air Deccan, авиакомпания принадлежала Deccan Aviation. Её основателем был капитан Г. Р. Гопинат. Первый рейс был совершён 23 августа 2003 года из Бангалора в Хаббалли. Целью капитана Гопината было создать возможность «каждому индийцу совершить полёт хотя бы раз в жизни», в результате авиакомпания приобрела популярность среди простого населения. Air Deccan стала первой индийской авиакомпанией, которая стала летать во второстепенные города, такие как Хаббалли, Мангалор, Мадурай и Вишакхапатнам из мегаполисов Бангалор и Ченнай.
25 января 2006 года Deccan зарегистрировала проспект эмиссии акций. Deccan планировала продать 25% акций на открытом рынке (IPO) в конце марта-начале апреля того же года. Средства от размещения акций планировалось потратить на организацию учебного центра в Бангалоре и средств обслуживания авиатехники в Ченнай. Однако в связи со спадом IPO Air Deccan не удалось и акции попали в листинг с дисконтом 50%.
Deccan стала использовать систему резервирования билетов Radixx International в конце февраля, став вторым крупным авиаперевозчиком Индии, использующим состему Air Enterprise (первой была GoAir). До перехода на Radixx использовалась индийская система резервирования Interglobe Technologies.
19 декабря 2007 года Air Deccan и Kingfisher Airlines приняли решение об объединении. В апреле 2008 года объединение состоялось, а объединённая авиакомпания стала называться 'Kingfisher Airlines'. Объединение позволило Kingfisher обойти установленное законом ограничение в 5 лет для открытия международных рейсов. Ожидалось, что Deccan начнёт полёты в страны Персидского залива и Юго-восточной Азии, а Kingfisher — в Европу и Северную Америку.
На данный момент[когда?] авиакомпания принадлежит Deccan Aviation (~52 %) и United Breweries Group (~46 %).

## Флот
Флот Kingfisher Red состоит из следующих самолётов (на август 2008 года):
По состоянию на ноябрь 2008 года средний возраст самолётов Airbus составляет 4,6 лет.

## Конкуренция
Несмотря на быстрый рост перевозок Kingfisher Red, она находится в состоянии жёсткой конкуренции с другими бюджетными перевозчиками Индии. Её основными конкурентами являются SpiceJet, Indigo и GoAir. В результате конкуренции все авиаперевозчики значительно снизили цены за билеты.

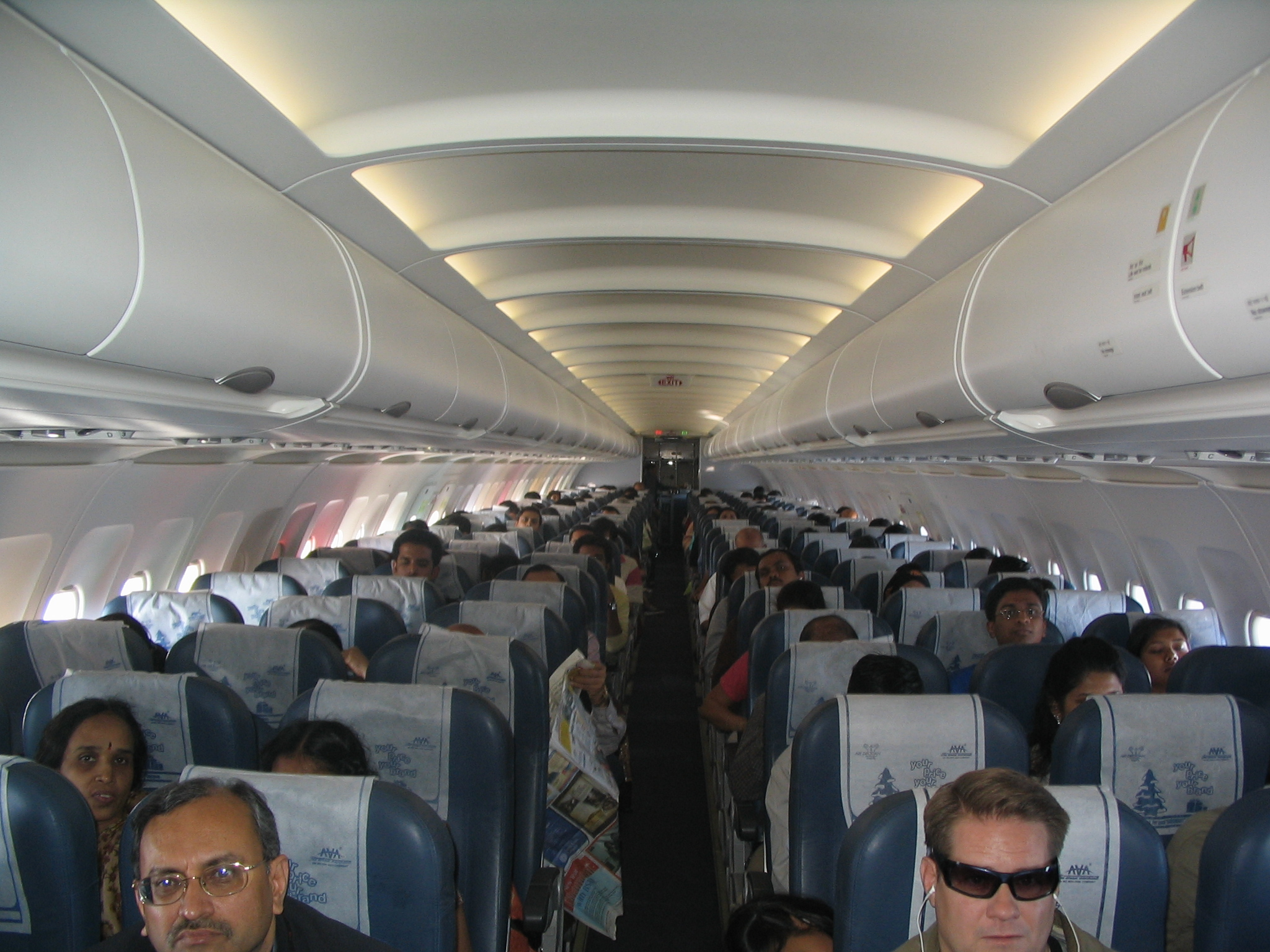

## Ребрендинг
К октябрю 2007 года Air Deccan запланировала смену названия на Deccan и слоган «The Choice is Simple» (англ. «Выбор — простота») должен был заменить старый — «Simplifly» (англ., дословно «ПростоЛети»). Старый логотип был заменён на логотип Kingfisher. Старые цвета — жёлтый и голубой — были замнены на красный и белый цвета Kingfisher Airlines. Цвета стоек регистрации и униформы были также заменены на красный и белый. Также были изменены бланки расписаний, чтобы они соответствовали стилю Kingfisher Airlines.
В августе 2008 года было объявлено, что компания изменит название на Kingfisher Red и будет совершать рейсы под кодами Kingfisher.